# Parallelia onelia
Parallelia onelia là một loài bướm đêm trong họ Erebidae.